# Antocha (Antocha) nebulipennis
Antocha (Antocha) nebulipennis is een tweevleugelige uit de familie steltmuggen (Limoniidae). De soort komt voor in het Palearctisch en Oriëntaals gebied.